# 紀元前126年
紀元前126年（きげんぜん126ねん）は、ローマ暦の年である。

## 他の紀年法
- 干支 : 乙卯
- 日本
  - 開化天皇32年
  - 皇紀535年
- 中国
  - 前漢 : 元朔3年
- 朝鮮
  - 檀紀2208年
- 仏滅紀元 : 419年
- ユダヤ暦 : 3635年 - 3636年

## できごと

### シリア
- ティルスはセレウコス朝に対して反乱することに成功した。
- セレウコス5世フィロメトルは、父であるデメトリオス2世ニカトルの後を継いでセレウコス朝の王になったが、年が若かったため、義母のクレオパトラ・テアが摂政として実際の政治を行った。

### 中国
- 前漢の武帝が蒼海郡を廃止した。